# زانا مارجانوویچ
زانا مارجانوویچ (به انگلیسی: Zana Marjanović) (زاده ۳۱ مهٔ ۱۹۸۳) بازیگر بوسنیایی است.
از کارهای معروف او می‌توان به بازی در فیلم شکسته اشاره کرد.